# 寡膜綱
寡膜綱（學名：Oligohymenophorea），又名貧膜綱，係纖毛蟲門內大核亞門的一個物種數量龐大的綱級分類單元。其物種通常有一个腹沟，其中包含嘴和独特的口纤毛，与身体的口纤毛分开。这些包括位于口腔右侧的口旁膜和位于其左侧的膜状结构（通常为三个）。细胞咽部不明显，并且不会形成类似类别中发现的复杂细胞。身体纤毛通常来自单动纤毛，而双动纤毛则分布在身体的有限部位。

## 分類
根據WoRMS，寡膜纲由下列六個亞綱組成：
- 隔口亞綱（Apostomatia）
  - 隔口目（Apostomatida）
  - 欠口目（Astomatophorida）
- 無口亞綱（Astomatia）
  - 無口目（Astomatida）
  - Pilisuctorida
- 膜口亚纲（英语：Hymenostome） Hymenostomatia Delage & Herouard, 1896 （如四膜虫Tetrahymena）[3][4]
  - 膜口目（Hymenostomatida）
  - Ophryoglenida
  - 四膜目（Tetrahymenida）
- 咽膜亚纲 Peniculia Corliss, 1956 （如草履虫 Paramecium）
  - 咽膜目（Peniculida）：亦作貧膜目
- 缘毛亚纲（英语：Peritrichia） Peritrichia（英语：Peritrichia） Stein, 1859：亦作周毛亞綱：例如：Vorticella（英语：Vorticella）
  - 固着目（Sessilida）
  - 游泳目（Mobilida）
- 盾纤亚纲（英语：Scuticociliatia） Scuticociliatia
  - 嗜污虫目 Philasterida
  - Pleuronematida
  - Thigmotrichida